# Kateryna Serdiuk (łuczniczka)
Kateryna Serdiuk (ukr. Катерина Валеріївна Сердюк, ur. 22 stycznia 1983 w Charkowie) – ukraińska łuczniczka, srebrna medalistka olimpijska z Sydney. 
Startowała w konkurencji łuków klasycznych. Zawody w 2000 był jej jedynymi igrzyskami olimpijskimi. Po medal sięgnęła w rywalizacji drużynowej kobiet. Reprezentację Ukrainy w łucznictwie tworzyły ponadto Ołena Sadownycza i Natalija Burdejna. 